# Milena Dravić
Milena Dravić (sr. Милена Дравић; ur. 5 października 1940 w Belgradzie, zm. 14 października 2018 tamże) – jugosłowiańska i serbska aktorka, jedna z najsłynniejszych. Zagrała w ponad stu filmach. Popularność przyniosła jej współpraca z Ljubišą Samardžićem.

## Życiorys

### Wczesne lata
Urodziła się w Belgradzie. Uczęszczała do Szkoły Podstawowej im. Janko Veselinovicia na Dušanova, a następnie zapisała się do Pierwszego Męskiego Gimnazjum. Jej ojciec Milenko Dravic grał w piłkę nożną, jednak porzucił swoją pasję, gdy dowiedział się, że cierpi na żółtaczkę zakaźną. Kilka lat później jej brat Rade został hokeistą. Matka Ana była utalentowana muzycznie i choć marzyła o tym, by być śpiewaczką, postanowiła zostać gospodynią domową i poświęcić się tylko swojej rodzinie. Milena od czwartego roku życia związana była ze sztuką, początkowo z tańcem, później z baletem klasycznym.

### Kariera
Jeszcze w trakcie nauki, w roku 1959 reżyser František Čáp zauważył ją na okładce magazynu, na której znalazło się zdjęcie jej grupy baletowej. Čap postanowił dać jej szansę w swoim filmie pt. Vrata ostaju otvorena. Wystąpiwszy jeszcze w kilku filmach, Dravić zdecydowała zająć się profesjonalnym aktorstwem. Zaangażowała się w pracę w belgradzkiej Akademii Sztuk Dramatycznych.
Wielki przełom w jej karierze nastąpił w 1962, kiedy to zdobyła nagrodę Złotej Areny dla Najlepszej Aktorki (Zlatna arena za najbolju glavnu žensku ulogu) za rolę w filmie Branko Bauera pt. Prekobrojna. Nagroda ta była jugosłowiańskim odpowiednikiem Oscara.
W latach 1972–74 wraz z trzecim mężem i współpracownikiem Draganem Nikolićem poprowadziła popularny program Obraz z twarzą.
Za role oraz wkład w dorobek kinematografii w swojej ojczyźnie w sierpniu 1994 została uhonorowana prestiżową nagrodą Pavle Vujisica.

### Życie prywatne
Milena Dravić wyszła trzykrotnie za mąż. Jej ostatnim mężem był Dragan Nikolić, serbski aktor, wspólnie z którym występowała w popularnym w latach 70. programie telewizyjnym Obraz uz obraz.

## Filmografia
- Gorące miasto(1961)
- Kozara (1962)
- Męski piknik(1964)
- Człowiek nie jest ptakiem (1965)
- La soldatesse (1965)
- Spojrzenie w słońce(1966)
- Rondo (1966)
- Pożądanie zwane Anada (1969)
- WR – tajemnice organizmu (1971)
- Rola mojej rodziny w rewolucji światowej (1971)
- Piąta ofensywa (1973)
- Predstava 'Hamleta' u Mrdusi Donjoj (1974)
- Miłosne życie Budimira Trajkovicia (1977)
- Kuracja specjalna (1980)
- Antycasanova (1985)
- Tri letnja dana (1997)
- Beczka prochu (1998)
- Nebeska udica (1999)
- Miłość i inne zbrodnie (2008)
- Święty Jerzy zabija smoka (2009)